# Mabou River
Mabou River är ett vattendrag i Kanada.   Det ligger i provinsen Nova Scotia, i den östra delen av landet, 1 100 km öster om huvudstaden Ottawa. Mabou River ligger på ön Kap Bretonön.

## Omgivning
I omgivningarna runt Mabou River växer i huvudsak blandskog. Runt Mabou River är det mycket glesbefolkat, med 7 invånare per kvadratkilometer.